# Cocconia concentrica
Cocconia concentrica är en svampart som först beskrevs av Hans Sydow, och fick sitt nu gällande namn av Hans Sydow 1915. Cocconia concentrica ingår i släktet Cocconia och familjen Parmulariaceae.   Inga underarter finns listade i Catalogue of Life.